# Attentat du 31 décembre 2016 à Bagdad
Pour les articles homonymes, voir attentat de Bagdad.
L'attentat de Bagdad du 31 décembre 2016 est un attentat à la bombe qui a lieu sur un marché du centre de Bagdad, la capitale de l'Irak.

## Déroulement
Le matin du samedi 31 décembre 2016, deux kamikazes se font exploser presque simultanément sur le marché d'Al-Sinek, un des plus fréquentés de la ville où sont vendus des pièces détachées de voiture et des vêtements. De nombreux étals sont soufflés par les explosions. L'attentat fait au moins 27 morts et des dizaines de blessés, pour la plupart des employés des magasins qui prenaient le petit déjeuner ensemble.